# Trenca-rocs
Herba prima, trenca-rocs o també coneguda pel nom científic Saxifraga bryoides és una espècie del gènere saxifraga. Habita les tundres àrtiques, tot i que també creix als Alps i en altres serralades europees com ara els Pirineus. A Catalunya es pot trobar al Parc Nacional d'Aigüestortes i Estany de Sant Maurici, entre altres indrets.

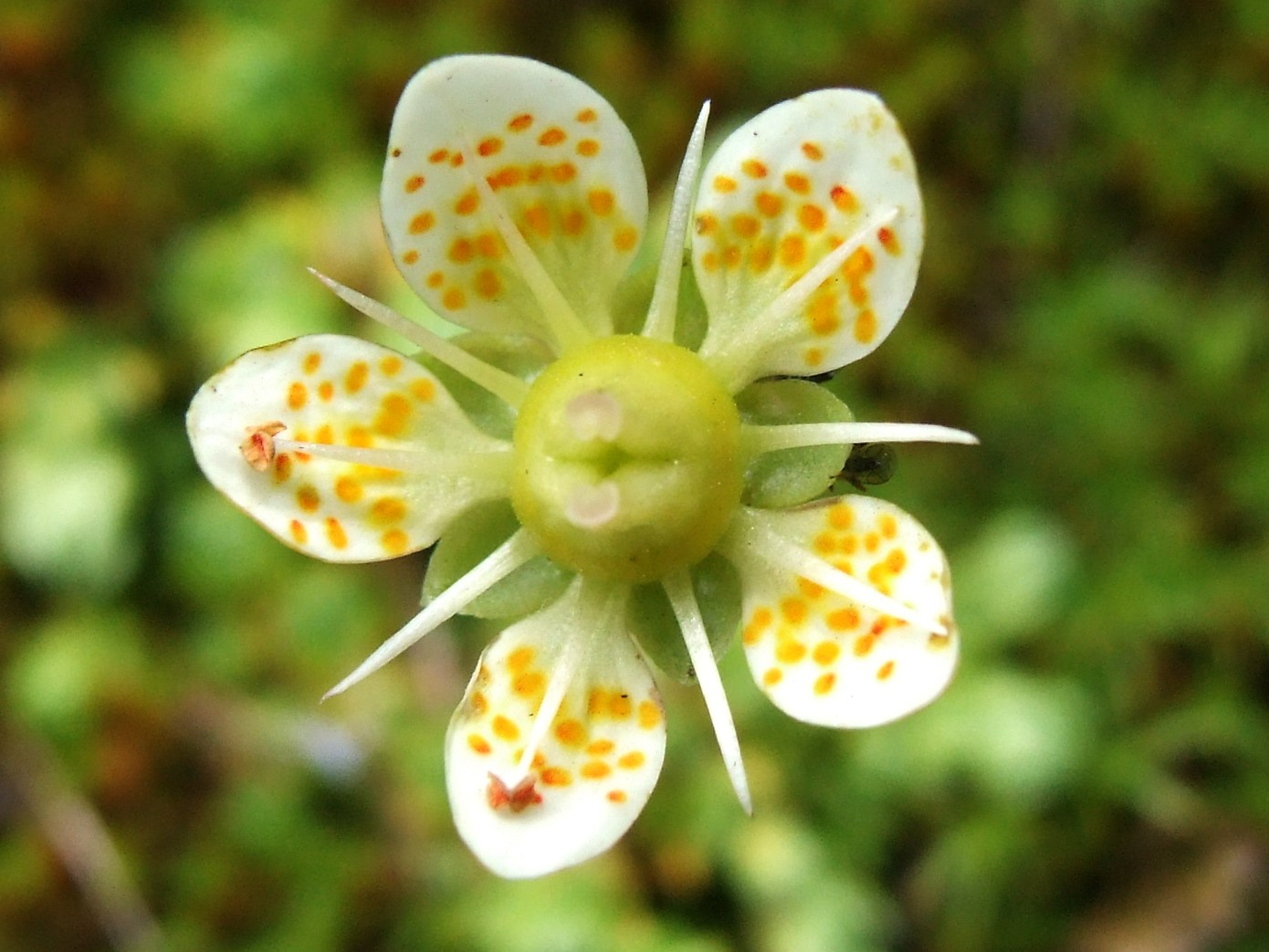
Flor de Saxifraga bryoides

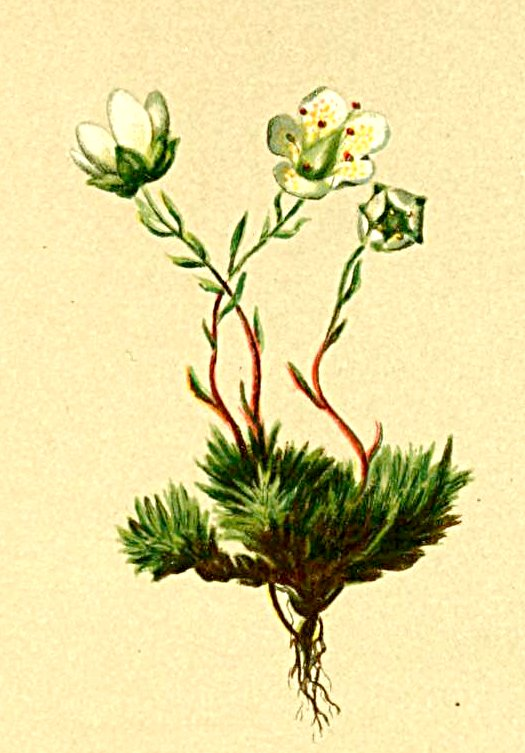
Il·lustració

## Descripció
És una espècie d'un baix creixement, planta de fulla perenne que forma mates denses de fullatge que rarament excedeixen els 2,5 cm d'alçària. Les fulles són lanceolades amb serrells de pèls estarrufats; aquestes s'enrosquen juntes a l'hivern. Aquesta forma de creixement és típica de les plantes que creixen a gran altura i en condicions de fred, ja que conserven l'energia. Les fulles en la mata tenen uns 5 mm de llargària, mentre que les que es troben al plançó de la floració fan 8 mm de llarg. S. aspra ocupa hàbitats molt diferents respecte a Saxifraga bryoides que es troba a major altura, afavorint posicions rocoses exposades, mentre que Saxifraga aspra sovint es troba en les roques humides de rierols. Les flors es presenten solitàries en tiges i són relativament grans. Les tiges són lleugerament peludes i sovint tenyides de vermell, com també ho estan els cinc lòbuls del calze. Té en general cinc pètals (ocasionalment sis) de forma ovalada i que no se solapen entre sí; aquests són blancs amb la meitat inferior abundantment esquitxada de taques grogues. Els deu estams amb anteres ataronjades estan en dues verticils, amb els estams més llargs ocupant els espais entre els pètals. L'ovari és superior, l'estil té dos estigmes i el fruit és una càpsula de dues cel·les. Les flors poden ser vistes al juliol i agost.

## Distribució i hàbitat
És principalment una planta de la tundra àrtica. És una de les úniques dues espècies en la secció Trachyphyllum que es troba a gran altura en l'Europa continental, l'altra és Saxifraga aspera. Es troba en els Alps, els Pirineus, els Carpats i la serralada dels Balcans a altituds de 1.900 i 3.000 metres Es produeix entre les roques silícies i ocupa cartel·les i esquerdes a la roca en penya-segats, crestes i cims.

## Ús en el cultiu
Saxifraga bryoides es pot conrear en roques en climes temperats i poden propagar-se a partir de llavors o per esqueixos. Li agrada el sòl sorrenc i ben drenat. Pel que sembla, les plantes establertes de vegades se separen de les seves arrels; aquesta tendència és probable que sigui causada per condicions d'humitat excessiva.

## Taxonomia
Saxifraga bryoides va ser descrita per Carl von Linné i publicada a Species Plantarum 1: 400. 1753

### Etimologia
Saxifraga: nom genèric que ve del llatí saxum, ("pedra") i frangere, ("trencar, fer fallida"). Aquestes plantes s'anomenen així per la seva capacitat, segons els antics, de trencar les pedres amb les seves fortes arrels. Així ho afirmava Plini el Vell, per exemple.
bryoides: epítet llatí que significa "com a molsa".

### Sinonímia
- Ciliaria bryoides (L.) Haw.[9]